# North Arlington
North Arlington è un comune degli Stati Uniti d'America, nella Contea di Bergen, nello Stato del New Jersey.
Come tutti gli altri borough del New Jersey, North Arlington è legislativamente disciplinato dal Municipal Manager Law normato dall'assemblea statale nel 1923.
North Arlington è nata da un referendum che nel marzo 1896 ne ha decretato il distacco dalla Union Township (dal 1917 Lyndhurst).